# Christian Fürchtegott Gellert
Christian Fürchtegott Gellert (Hainchen, 4. srpnja 1715. – Leipzig, 13. prosinca 1769.), njemački književnik 
Bio je profesor sveučilišta u Leipzigu i jedan od istaknutih pedagoga toga doba (utjecao je na Lessinga i Klopstocka). Pisao je epistole, didaktičke pjesme, basne, pastorale i komedije. Pod utjecajem Richardsona napisao je prvi njemački obiteljski roman "Život švedske grofice von G."
Djela:
- "Komedije"
- "Čudoredna predavanja"
- "Poučne pjesme i pripovijesti"